# District de Prättigau/Davos

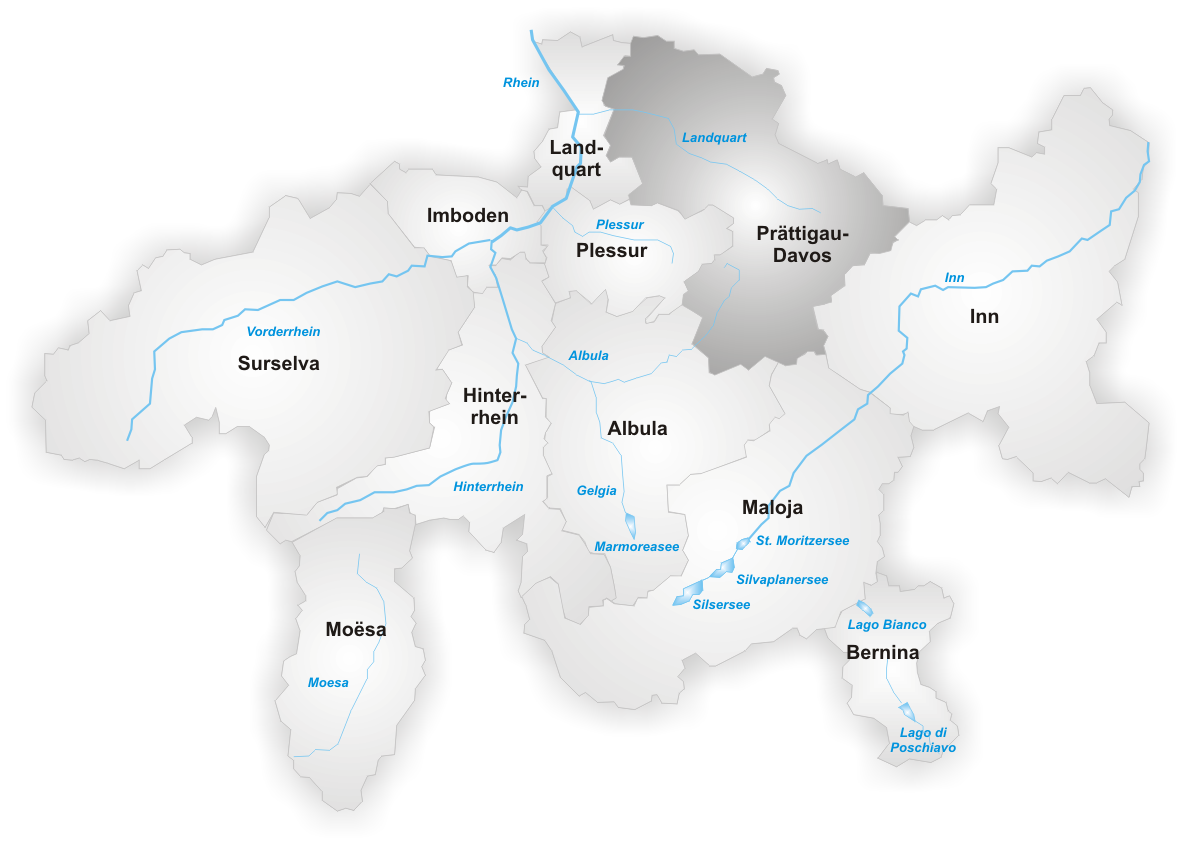
Le district de Prättigau/Davos.

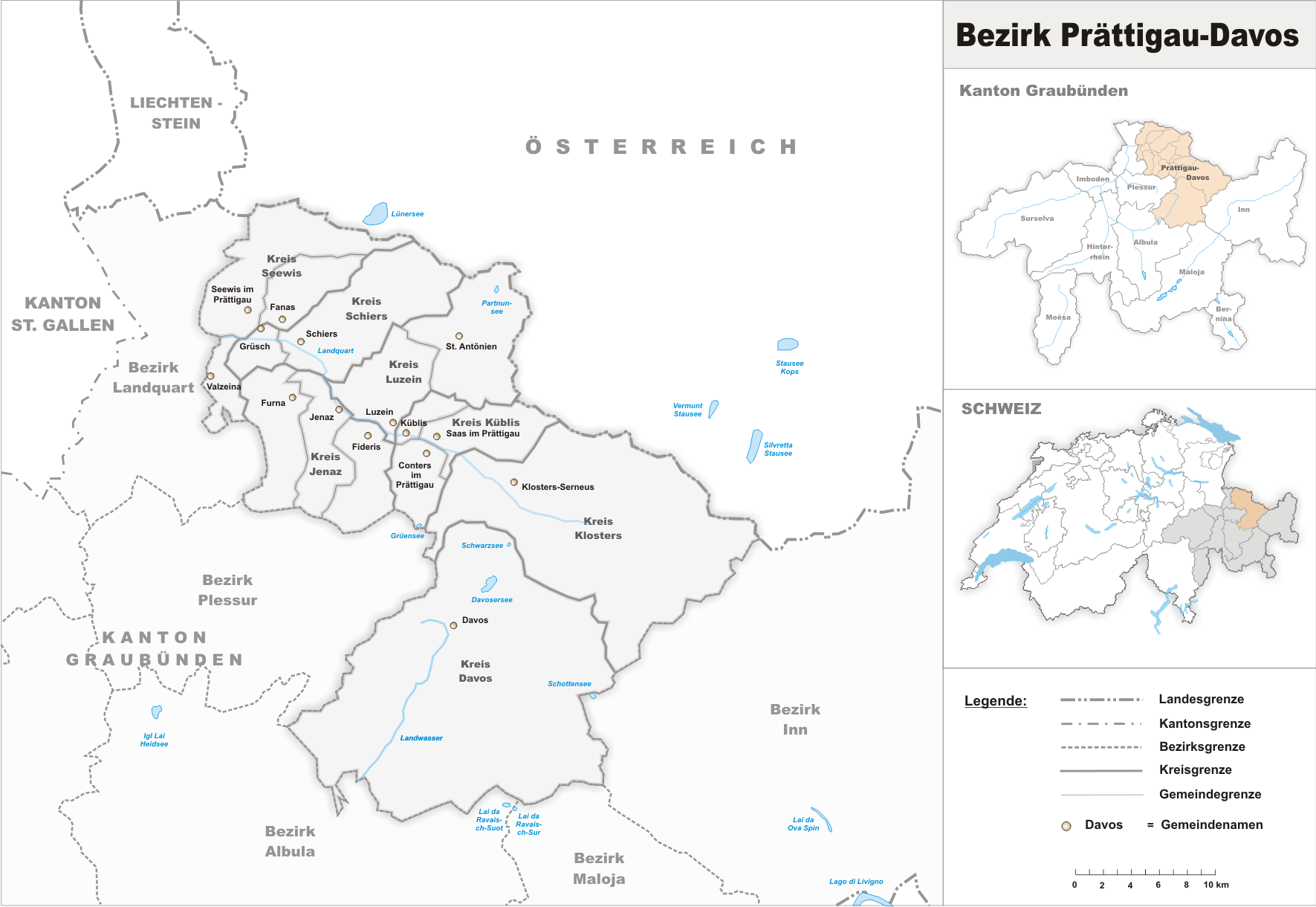
Les communes du district de Prättigau/Davos.

Le district de Prättigau/Davos (allemand : Bezirk Prättigau/Davos, romanche : ) était un des 11 districts du canton des Grisons en Suisse. 
Il comptait 13 communes réparties en sept cercles communaux.
Il est remplacé le 1er janvier 2016 par la région de Prättigau/Davos, qui reprend le même périmètre. 

## Communes

### Cercle communal de Davos
- Davos

### Cercle communal de Jenaz
- Fideris
- Furna
- Jenaz

### Cercle communal de Klosters
- Klosters-Serneus

### Cercle communal de Küblis
- Conters im Prättigau
- Küblis
- Saas im Prättigau

### Cercle communal de Luzein
- Luzein
- Sankt Antönien

### Cercle communal de Schiers
- Grüsch
- Schiers

### Cercle communal de Seewis
- Seewis im Prättigau